# 278 г. пр.н.е.
278 (двеста седемдесет и осма) година преди новата ера (пр.н.е.) е година от доюлианския (Помпилийски) римски календар.

## Събития

### В Римската република
- Консули са Гай Фабриций Лусцин (за II път) и Квинт Емилий Пап.
- Римляните постигат победа над тарентинците, луканите, брутите и самнитите и сключват споразумения с град Хераклея.[1]
- Картагенския посланик Магон пристига с флот, за да преговаря за съюз срещу цар Пир. Двете сили сключват споразумение като картагенците обещават да предоставят войници.[2]

### В Сицилия
- Пир отговаря на призив за помощ от Акраг и пристига на остров Сицилия с малка армия от 8000 пехота и незначителна кавалерия като отлага кампанията си в Италия.[2][3]
- Картагенците блокират Сиракуза по суша и море, но скоро са принудени да се оттеглят поради приближаването на Пир, който заплашва да хване картагенския флот от 100 – 130 кораби между своя флот от 60 и сиракузкия от 140 кораби. Царят влиза триумфално в града, който му е официално предаден с неговата армия и флот[3]
- Успехът на Пир привлича на негова страна много сицилиански градове и тирани, което му позволява бързо да увеличи армията си до 30 000 пехота и 2500 кавалерия.[4]

### В Мала Азия
- Антигон II Гонат и Антиох I Сотер се помиряват.[5]
- Никомед I наследява трона на Витиния от Зипойт.[5]
- Келтите нахлуват в Мала Азия под предводителството на Лутарий и Леонорий.[5]